# Montebruno
Montebruno est une commune italienne de la ville métropolitaine de Gênes dans la région Ligurie en Italie.

## Administration
| Période                                  | Période | Identité | Étiquette | Qualité |
| ---------------------------------------- | ------- | -------- | --------- | ------- |
|                                          |         |          |           |         |
| Les données manquantes sont à compléter. |         |          |           |         |

### Hameaux
Pianazzo, Connio di Mezzo, One, Croso, Lunga, Sottoripa, Seppioni, Tartogni, Ca’ de Pipetta, Ravinello, Cassinetta, Ca’ Rossa, Pian della ca', Cason da Basso, Caprili, Zeppado, Segli, Viazzale, Pian de Giane’, Scabbie, Libbie, Rocca, Pian della Felina

### Communes limitrophes
Fascia (Italie), Fontanigorda, Lorsica, Mocònesi, Rezzoaglio, Rondanina, Torriglia